# داريل ماكدونالد (مجدف)
داريل ماكدونالد هو مجدف كندي، ولد في 20 نوفمبر 1934 في سانت كاثرينز في كندا.

## وصلات خارجية
- داريل ماكدونالد على موقع الاتحاد الدولي للتجديف (الإنجليزية)
- داريل ماكدونالد على موقع أوليمبيديا (الإنجليزية)
- داريل ماكدونالد على موقع اللجنة الأولمبية الكندية (الإنجليزية)